# Světové buddhistické skautské bratrstvo
Světové buddhistické skautské bratrstvo (anglicky World Buddhist Scout Brotherhood, WBSB) je autonomní mezinárodní orgán, který prosazuje a podporuje buddhismus ve skautingu. WBSB začal jako prostředek k usnadnění náboženských aktivit buddhistických skautů. Následně přijal poradní status Světového skautského výboru na zasedání WSC dne 9. března 2009. Příslušné pokyny Světového skautského výboru říkají, že nejméně tři roky je organizace povinna plnit požadavky, než jí může být udělen poradní status.

## Cíle
Oficiální cíle WBSB jsou:
- Vyvíjet a podporovat ducha bratrství a porozumění mezi skauty buddhistické víry.
- Vytvořit vzdělávací osnovy, které by měly posílit duchovní rozměr v osobnostech mladých buddhistů v souladu s cíli, principy a metodami skautského hnutí.
- Podpořit vztahy mezi skautingem a místními buddhisty.
- Zavést skauting ve státech nebo oblastech, kde je rozšířen buddhismus.
- Koordinovat aktivity WBSB s neskautskými organizacemi, které mají podobné cíle.
- Motivovat spolupráci mezi členy WBSB.
- Motivovat a podporovat skauting mezi buddhistickými chlapci a dívkami po celém světě.
- Podporovat setkání, kontakty a spolupráci se skauty jiných vyznání.

## Členské organizace
Členy WBSB jsou skauti z Bhútánu, Hongkongu, Japonska, Mongolska, Čínské republiky (Tchaj-wanu), Singapuru, Srí Lanky, Jižní Koreje, Thajska a Velké Británie.

## Činnost

### 2007
Na 21. Světovém skautském jamboree v Hylands Parku ve Velké Británii WBSB provozovalo buddhistický stan v zóně víry a přesvědčení. Velkou sochu Buddhy darovala Národní skautská organizace v Thajsku při příležitosti oslav stého výročí skautingu a osmdesátin krále Thajska Bhumibola Adulyadeje. Socha se jmenuje  Prabuddha Prathanporn Loka-satawassa-nusorn  a je umístěna v Buddha Sala v Gilwell Parku v Londýně a nahrazuje sochu darovanou Skautskou asociací v roce 1967. [zdroj?]
Činnosti zahrnují výrobu origami Lotosů, tvorbu modlitebních praporků, šití buddhistických šátků a meditace. Buddhistické oslavy Sunrise day se zúčastnilo přes 1000 skautů.

### 2008
Členové WBSB z The Scout Association (Velká Británie) provozovali buddhistický stan v zóně víry a přesvědčení (FAB) na Národním irském Jamboree. Skauti vyráběli modlitební praporky, vonné tyčinky, písečné mandaly a praktikovali meditaci.[zdroj?]

### 2009
Členové WBSB z Mongolska a Asociace skautů z Velké Británie zorganizovali projekt služby pro UK Scout Network a mongolské rovery na stavbě chrámu Manzushir Khiid (Манзушир Хийд) ve městě Dzuunmod, což je 43 km jižně od Ulánbátaru. Chrám nahradí velký klášter stejného jména, který byl zničen mongolskou komunistickou vládou v roce 1937. 82 skautů strávilo týden výmalbou chrámu a také se vybraly peníze na zlepšení zařízení.[zdroj?]